# 捧ぐるは愛のみ
「捧ぐるは愛のみ（ささぐるはあいのみ）」（英語: I Can't Give You Anything but Love, Baby）はジミー・マクヒュー作曲、ドロシー・フィールズ作詞のポピュラーソング、ジャズ・スタンダード。
邦題としては「捧げるは愛のみ」やカタカナ表記の「アイ・キャント・ギヴ・ユー・エニシング・バット・ラヴ」もある。

## 概要
1928年に公演されたレヴュー『1928年のブラックバーズ』の主題歌として評判となり、後にルイ・アームストロングの歌唱によって有名になり、ジャズヴォーカルの定番となった。
本曲を挿入歌に用いる映画も『赤ちゃん教育』（1938年）など多数ある。

## 解説
「自分にはお金も何もなく、君に捧げることができるのは愛だけ」といった内容の歌詞である。
1929年9月4日頃から始まったアメリカ合衆国での株価大暴落に端を発し世界経済は世界恐慌へと陥って行くのだが、その前年の1928年には多くの人が不景気を実感していたと推測されている。
真偽のほどは不明だが、ニューヨーク市のティファニー宝石店の前でショーウインドーを眺めながら、寂しげに語り合っていたカップルの会話がヒントとなって歌詞が生まれたという逸話が伝わる。
ジャズの分野では、ファッツ・ウォーラーやルイ・アームストロングがユーモラスに悲惨さを感じさせない歌唱、演奏を行っている。

## 代表的なカバー
- ジミー・スミス『ジ・インクレディブル・ジミー・スミス Vol.3（英語版）』（1956年）[2]
- サラ・ヴォーン『Sassy Swings the Tivoli』（1963年） - ライヴ盤。ピアノソロからスキャットを経てフェイクしたテーマに入る[1]。
- アン・バートン『ブルー・バートン』（1967年） - バラードアルバムであり、1曲めが本曲[1][2]。
- ダイアナ・クラール『ホエン・アイ・ルック・イン・ユア・アイズ』（1999年） - ヴォーカル、ピアノ、ギターの変則構成。アップテンポでスウィング感は十分[1][2]。
- テレンス・ブランチャード『レッツ・ゲット・ロスト〜ジミー・マクヒュー作品集』（2001年）[2]